# Луций Мунаций Планк
Лу́ций Муна́ций Планк (лат. Lucius Munatius Plancus; родился, предположительно, в начале 80-х годов до н. э., Тибур, Римская республика — умер после 15 года до н. э., Кайета, Римская империя) — консул Древнего Рима 42 года до н. э., цензор 22 года до н. э. вместе с Павлом Эмилием Лепидом. Основатель города Лугдунум.

## Происхождение
Луций Мунаций принадлежал к неименитому плебейскому роду тибуртинского происхождения, представители которого, по-видимому, относились к всадническому сословию. Отец и дед Планка носили один и тот же преномен — «Луций»; первый из них — это, предположительно, легат 87 или 86 года до н. э., который около Халкиды разбил Неоптолема, полководца Митридата Евпатора. Происхождение когномена Луция Мунация — «Планк» (Plancus, Plangus) — отечественный филолог-антиковед Е. Фёдорова выводит от разновидности орла.
Известно, что у Луция Мунация была сестра, ставшая впоследствии женой Марка Тиция, консула-суффекта 31 года до н. э.

## Биография
О ранней карьере Планка известно очень мало. Он был офицером в галльском походе Юлия Цезаря и в гражданской войне против Помпея. Надпись на его надгробии свидетельствует о том, что он основал города Аугуста Раурика в 44 году до н. э. и Лион в 43 году до н. э. и что в июне 43 года до н. э. прошёл через Гренобль в Альпах Дофине.
Когда Цезарь был убит 15 марта 44 года до н. э. Планк был проконсулом в Gallia Comata, но в следующем году вернулся к Марку Антонию. Был консулом вместе с Марком Эмилием Лепидом в 42 году до н. э. Он стал проконсулом Азии около 40 года до н. э. Во время похода Марка Антония в Армению и Парфию, который был предпринят, чтобы отомстить за смерть Красса (17 годами ранее), Планк был проконсулом в Сирии. Но когда кампания Антония против парфян провалилась, Планк предпочёл присоединиться к Октавиану. Согласно Светонию, именно Планк предложил Октавиану принять титул Августа, а не называться Ромулом, как бы «вторым основателем Рима».
В 22 году до н. э. Август назначил его и Павла Эмилия Лепида цензорами. Их цензорство известно не за какие-либо дела, а за то что они были последними назначенными цензорами. Согласно Веллею Патеркулу, это было позором для обоих сенаторов: «цензорство Планка и Павла, которые имели взаимные разногласия, мало доверяли друг другу и не принесли пользу государству из-за недостатков силы одного и недостатков характера другого».
Плиний Старший указывает, что Планк был судьёй в знаменитом споре Клеопатры и Антония, когда египетская царица побилась об заклад, что сумеет за один обед проесть десять миллионов сестерциев; для победы в споре Клеопатра во время пира растворила в бокале с уксусом одну из двух своих жемчужин, «самых крупных из всех, которые когда-либо встречались», и выпила раствор. Она собиралась это сделать и со второй жемчужиной, которые носила в серьгах, но Планк остановил Клеопатру и присудил Антонию поражение.